# Most Bosforski

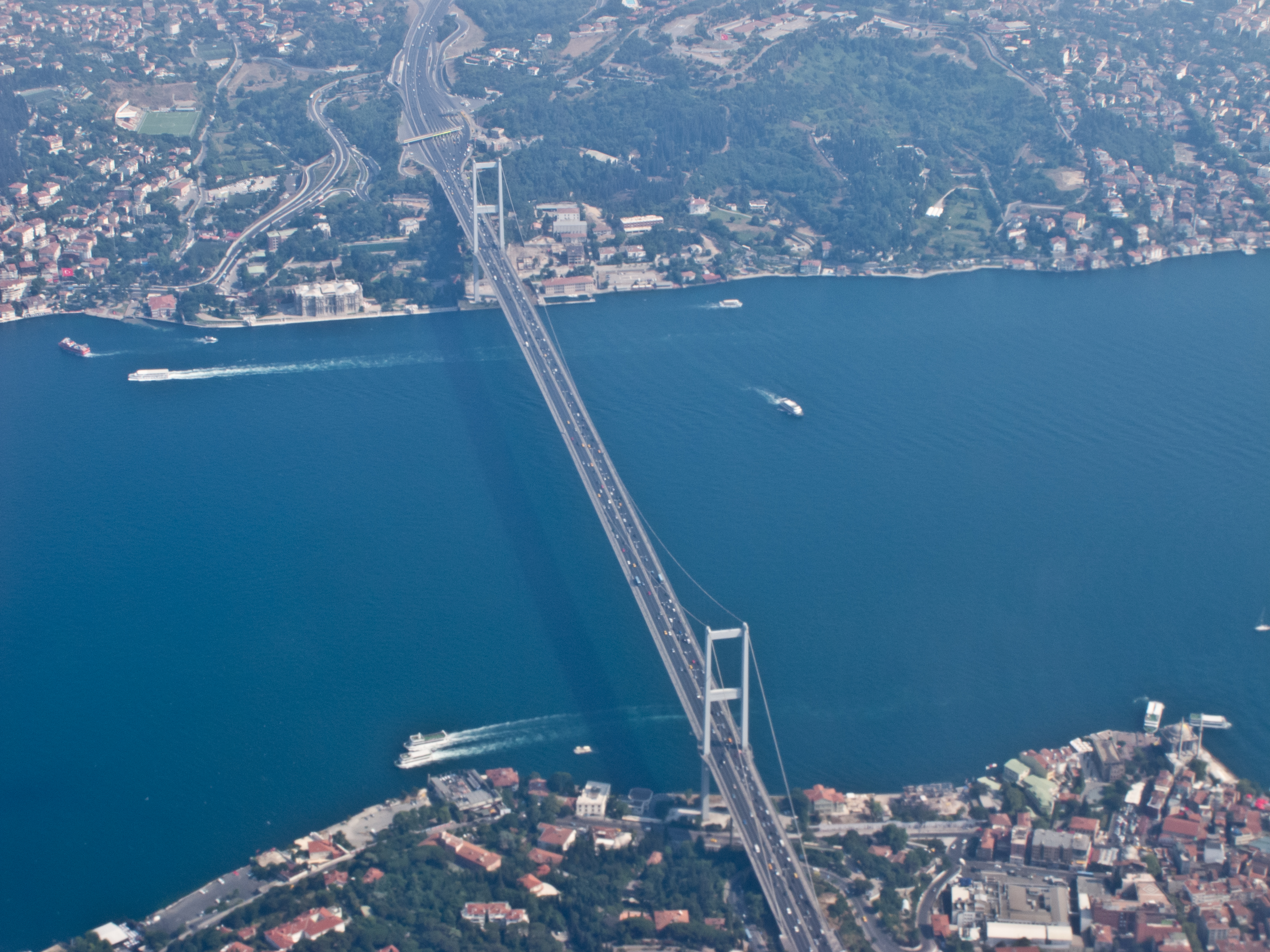
Most Bosforski

Most Bosforski (też: I Most Bosforski, tur. Boğaz Köprüsü) – drogowy most wiszący nad cieśniną Bosfor w Turcji, oddany do użytku w 1973 r., łączący dzielnice Stambułu: Ortaköy w Europie z Beylerbeyi w Azji. Leży na południe od Mostu Mehmeda Zdobywcy, w pobliżu zatoki Złoty Róg. Jest najdalej położonym na południe mostem nad Bosforem, na południe od mostu znajdują się przeprawy tunelem kolejowym Marmaray i tunelem drogowym Eurazja.

## Historia
Budowany był w latach 1970-1973. Został oddany do użytku na 50-lecie powstania Republiki Tureckiej. Jego całkowita długość wynosi 1560 m, długość najdłuższego przęsła – 1074 m, szerokość – 33,4 m, wysokość jezdni nad powierzchnią cieśniny – 64 m, wysokość pylonów – 165 m. W chwili otwarcia był czwartym co do rozpiętości przęsła mostem wiszącym świata. W 2009 r. zajmował na tej liście 16. pozycję. Codziennie przejeżdża przez niego w obu kierunkach ok. 180 tys. pojazdów, z czego ok. 85% stanowią samochody osobowe. Do grudnia 1997 r. przez most przejechało miliard pojazdów.